# 昂多乡
昂多乡，是中华人民共和国西藏自治区昌都市芒康县下辖的一个乡镇级行政单位。

## 行政区划
昂多乡下辖以下地区：
吉措村和曲塔村。